# 金泽镇
金泽镇，是中华人民共和国上海市青浦区下辖的一个乡镇级行政单位。面积108.49平方公里。户籍人口6.08万人。2004年3月，商榻鎮、西岑鎮併入金泽镇。

## 行政区划
金泽镇下辖以下居委会和村委会：
金溪社区、金杨社区、西岑社区、莲盛社区、商榻社区、徐李村、新池村、金泽村、杨湾村、东西村、建国村、金姚村、新港村、岑卜村、西岑村、三塘村、育田村、河祝村、爱国村、东天村、任屯村、田山庄村、龚都村、钱盛村、莲湖村、淀湖村、蔡浜村、东星村、王港村、双祥村、南新村、陈东村、雪米村、淀西村和沙港村。